# Ферла
Ферла (итал. Ferla) — коммуна в Италии, располагается в регионе Сицилия, подчиняется административному центру Сиракуза.
Население составляет 2759 человек, плотность населения составляет 115 чел./км². Занимает площадь 24,77 км². Почтовый индекс — 96010. Телефонный код — 0931.
Покровителем населённого пункта считается святой Себастьян. Праздник ежегодно празднуется 20 июля.